# Élections législatives de 2012 dans la Haute-Saône
Les élections législatives françaises de 2012 se déroulent les 10 et 17 juin 2012. Dans le département de la Haute-Saône, deux députés sont à élire dans le cadre de deux circonscriptions, soit une de moins que lors des législatures précédentes, en raison du redécoupage électoral.

## Élus
|   | Circonscription | Député sortant       |  | Parti | Député élu ou réélu  |                | Parti          |
| - | --------------- | -------------------- |  | ----- | -------------------- | -------------- | -------------- |
| ≠ | 1re             | Alain Joyandet       |  | UMP   | Alain Chrétien       |                | UMP            |
| ≠ | 2e              | Jean-Michel Villaumé |  | PS    | Jean-Michel Villaumé |                | PS             |
| – | 3e              | Michel Raison        |  | UMP   | Siège supprimé       | Siège supprimé | Siège supprimé |

## Impact du redécoupage territorial
La disparition de la 3e circonscription entraîne des ajouts de cantons dans les deux autres ; on note toutefois le passage du canton de Rioz de la 2e à la 1re circonscription.

## Résultats

### Résultats à l'échelle du département
| Parti          | Parti                             | Premier tour | Premier tour | Second tour | Second tour | Sièges |
| Parti          | Parti                             | Voix         | %            | Voix        | %           | Sièges |
| -------------- | --------------------------------- | ------------ | ------------ | ----------- | ----------- | ------ |
|                | Parti socialiste                  | 39 195       | 34,50        | 54 147      | 48,44       | 1      |
|                | Europe Écologie Les Verts         | 2 418        | 2,13         |             |             | 0      |
|                | Divers gauche dont MRC            | 2 319        | 2,04         | 0           |             |        |
|                | Majorité présidentielle           | 43 932       | 38,67        | 54 147      | 48,44       | 1      |
|                |                                   |              |              |             |             |        |
|                | Union pour un mouvement populaire | 41 820       | 36,81        | 57 627      | 51,56       | 1      |
|                | Alliance centriste                | 890          | 0,78         |             |             | 0      |
|                | Divers droite dont DLR et PCD     | 563          | 0,50         | 0           |             |        |
|                | Droite parlementaire              | 43 273       | 38,09        | 57 627      | 51,56       | 1      |
|                |                                   |              |              |             |             |        |
|                | Front national                    | 17 836       | 15,70        |             |             | 0      |
|                | Front de gauche                   | 4 018        | 3,54         | 0           |             |        |
|                | Mouvement démocrate               | 2 126        | 1,87         | 0           |             |        |
|                | Extrême gauche dont LO et NPA     | 927          | 0,82         | 0           |             |        |
|                | Extrême droite                    | 860          | 0,76         | 0           |             |        |
|                | Mouvement écologiste indépendant  | 647          | 0,57         | 0           |             |        |
|                |                                   |              |              |             |             |        |
| Inscrits       | Inscrits                          | 180 796      | 100,00       | 180 782     | 100,00      | 2      |
| Abstentions    | Abstentions                       | 65 066       | 35,99        | 64 281      | 35,56       |        |
| Votants        | Votants                           | 115 730      | 64,01        | 116 501     | 64,44       |        |
| Blancs et nuls | Blancs et nuls                    | 2 111        | 1,82         | 4 727       | 4,06        |        |
| Exprimés       | Exprimés                          | 113 619      | 98,18        | 111 774     | 95,94       |        |

### Résultats par circonscription

#### Première circonscription (Vesoul)
| Candidat       | Candidat               | Parti               | Premier tour | Premier tour | Second tour | Second tour |  |
| Candidat       | Candidat               | Parti               | Voix         | %            | Voix        | %           |  |
| -------------- | ---------------------- | ------------------- | ------------ | ------------ | ----------- | ----------- |  |
|                | Alain Chrétien élu     | UMP                 | 22 639       | 40,08        | 29 688      | 53,35       |  |
|                | Claudy Chauvelot-Duban | PS                  | 18 968       | 33,58        | 25 962      | 46,65       |  |
|                | Colette Clerc          | RBM (FN)            | 7 686        | 13,61        |             |             |  |
|                | Frédéric Bernabé       | diss. PCF           | 1 481        | 2,62         |             |             |  |
|                | Clotilde Prot          | FG (PCF) (PG)       | 1 455        | 2,58         |             |             |  |
|                | Jean-Claude Gay        | CpF (MoDem)         | 1 212        | 2,15         |             |             |  |
|                | Dominique Gaffard      | EÉLV                | 1 019        | 1,80         |             |             |  |
|                | Guy Chevanne           | Divers centre (ARC) | 890          | 1,58         |             |             |  |
|                | Nathalie Chevassu      | MÉI                 | 647          | 1,15         |             |             |  |
|                | Thérèse Garret         | LO                  | 279          | 0,49         |             |             |  |
|                | Rachel Choix           | NPA                 | 210          | 0,37         |             |             |  |
|                |                        |                     |              |              |             |             |  |
| Inscrits       | Inscrits               | Inscrits            | 88 840       | 100,00       | 88 838      | 100,00      |  |
| Abstentions    | Abstentions            | Abstentions         | 31 427       | 35,37        | 31 064      | 34,97       |  |
| Votants        | Votants                | Votants             | 57 413       | 64,63        | 57 774      | 65,03       |  |
| Blancs et nuls | Blancs et nuls         | Blancs et nuls      | 927          | 1,61         | 2 124       | 3,68        |  |
| Exprimés       | Exprimés               | Exprimés            | 56 486       | 98,39        | 55 650      | 96,32       |  |

#### Deuxième circonscription (Lure - Héricourt)
| Candidat       | Candidat                           | Parti          | Premier tour | Premier tour | Second tour | Second tour |  |
| Candidat       | Candidat                           | Parti          | Voix         | %            | Voix        | %           |  |
| -------------- | ---------------------------------- | -------------- | ------------ | ------------ | ----------- | ----------- |  |
|                | Jean-Michel Villaumé sortant réélu | PS             | 20 227       | 35,40        | 28 185      | 50,22       |  |
|                | Michel Raison sortant              | UMP            | 19 181       | 33,57        | 27 939      | 49,78       |  |
|                | Jean Receveur                      | RBM (FN)       | 10 150       | 17,77        |             |             |  |
|                | Gilles Lazar                       | FG (PCF) (PG)  | 2 563        | 4,49         |             |             |  |
|                | Marie-Claire Thomas                | EÉLV           | 1 399        | 2,45         |             |             |  |
|                | Fabrice Barassi-Zamochnikoff       | CpF (MoDem)    | 914          | 1,60         |             |             |  |
|                | Christophe Devillers               | PDF            | 860          | 1,51         |             |             |  |
|                | Roland Germain                     | diss. PCF      | 838          | 1,47         |             |             |  |
|                | Catherine Dormoy                   | DLR            | 563          | 0,99         |             |             |  |
|                | Daniel Rouillon                    | LO             | 438          | 0,77         |             |             |  |
|                |                                    |                |              |              |             |             |  |
| Inscrits       | Inscrits                           | Inscrits       | 91 956       | 100,00       | 91 944      | 100,00      |  |
| Abstentions    | Abstentions                        | Abstentions    | 33 639       | 36,58        | 33 217      | 36,13       |  |
| Votants        | Votants                            | Votants        | 58 317       | 63,42        | 58 727      | 63,87       |  |
| Blancs et nuls | Blancs et nuls                     | Blancs et nuls | 1 184        | 2,03         | 2 603       | 4,43        |  |
| Exprimés       | Exprimés                           | Exprimés       | 57 133       | 97,97        | 56 124      | 95,57       |  |

### Résultats de la présidentielle dans les circonscriptions
| Circonscriptions | François Hollande | Nicolas Sarkozy | Député(e)            | Groupe | Groupe |
| ---------------- | ----------------- | --------------- | -------------------- | ------ | ------ |
| 1re              | 48,04 %           | 51,96 %         | Alain Joyandet       |        | UMP    |
| 2e               | 51,23 %           | 48,77 %         | Jean-Michel Villaumé |        | SRC    |